# Безе
Безе (фр. Bésayes) насеље је и општина у источној Француској у региону Рона-Алпи, у департману Дром која припада префектури Валанс.
По подацима из 2011. године у општини је живело 1122 становника, а густина насељености је износила 117,73 становника/km². Општина се простире на површини од 9,53 km². Налази се на средњој надморској висини од 242 метара (максималној 408 m, а минималној 208 m).

## Демографија
| 1962. | 1968. | 1975. | 1982. | 1990. | 1999. | 2011. |
| ----- | ----- | ----- | ----- | ----- | ----- | ----- |
| 509   | 520   | 552   | 718   | 762   | 911   | 1.122 |

График промене броја становника у току последњих година